# Нарвский залив
На́рвский зали́в (На́рвская губа́; эст. Narva laht) — часть Финского залива Балтийского моря, омывающая берега России и Эстонии. С востока Нарвская губа отграничивается от Лужской Кургальским полуостровом, с запада её пределом является мыс Лятиванеми, что расположен северо-восточнее эстонского города Кунда. Губа, ширина которой у входа со стороны Финского залива составляет около 90 км, вдаётся в сушу на 40 км.

## Географическое положение
Восточный, российский, берег губы — низкий и песчаный. возле мыса Кургала состоящий из поросших лесом холмом высотою до 25 м и усыпанный множеством камней и валунов, которые образуют риф, протянувшийся до скалы Вигрунд на глубине 60 м. Южный берег — эстонский — от устья Наровы и на 8 км на запад — песчаный, далее к западу — высокий и крутой, образующий береговую стену, называемую Глинтом или Клинтом. Общая длина берега составляет около 130 км.
С декабря по март губа покрыта льдом. Впадает в Нарвский залив река Нарва (Нарова) (Нарва), перед устьем которой находится Нарвский рейд, который считается опасным, но с хорошим якорным грунтом. Возле Наровского устья расположен эстонский город-курорт Нарва-Йыэсуу (Усть-Нарва), считающийся. Прежде в губу помимо Наровы впадала река Россонь, ныне соединяющаяся с Наровой у самого её устья.
Северо-восточный вход в Нарвский залив, опасный из-за обилия подводных камней, помечен установленным на скале Вигрунд маяком. Маяком, возведённым в Гунгербурге (Нарва-Йыэсуу) в 1725 году и дважды (в 1808 и 1957 гг.) обновлявшимся, обозначен вход в реку Нарову.

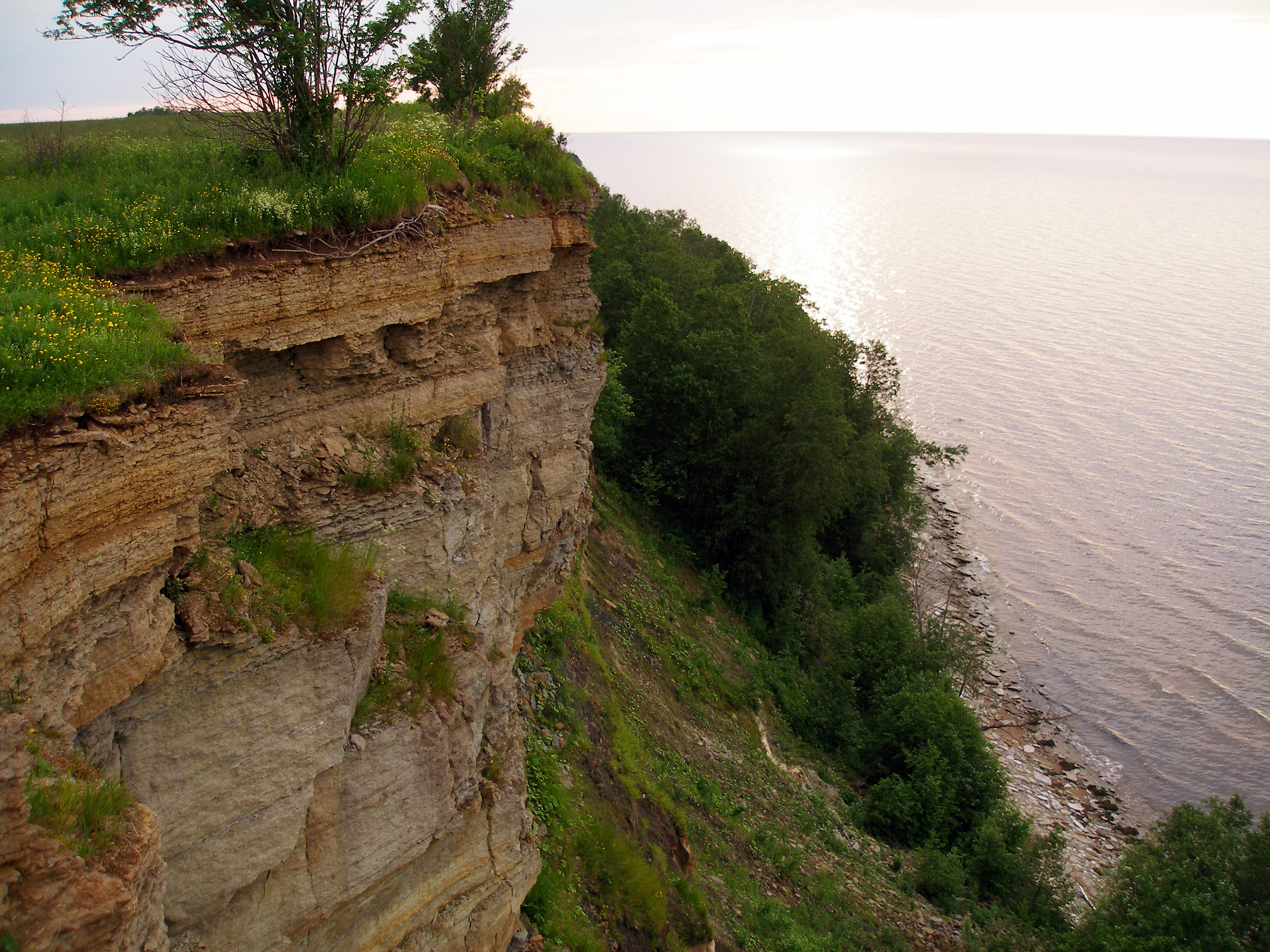
Глинт возле Силламяэ
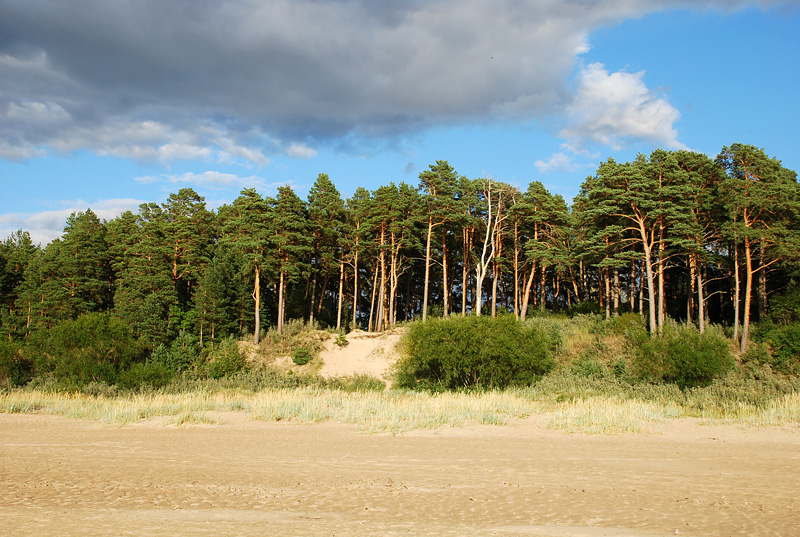
Пляж в Нарва-Йыэсуу

## Острова и населённые пункты
Острова Нарвской губы сосредоточены в её восточной, российской, части — рядом с Кургальским полуостровом. Это: Вигрунд, Хангелода, Ремисаари, Курголовсая Рейма, Херкалуда, Кехвитлуда, Кеукосари, Янисари, Метасари, Сикосари, Борислуда, Кирьясари, Мучной, Реймосар.
Населённые пункты на берегу залива в основном располагаются в его западной, эстонской части. Самым крупным прибрежным городом является Силламяэ, вторым по величине — Нарва-Йыэсуу. Помимо них к морю выходят посёлки Азери и Тойла. На восточном берегу залива, в российской его части, к берегу примыкают деревни Гакково, Тисколово и Кайболово.

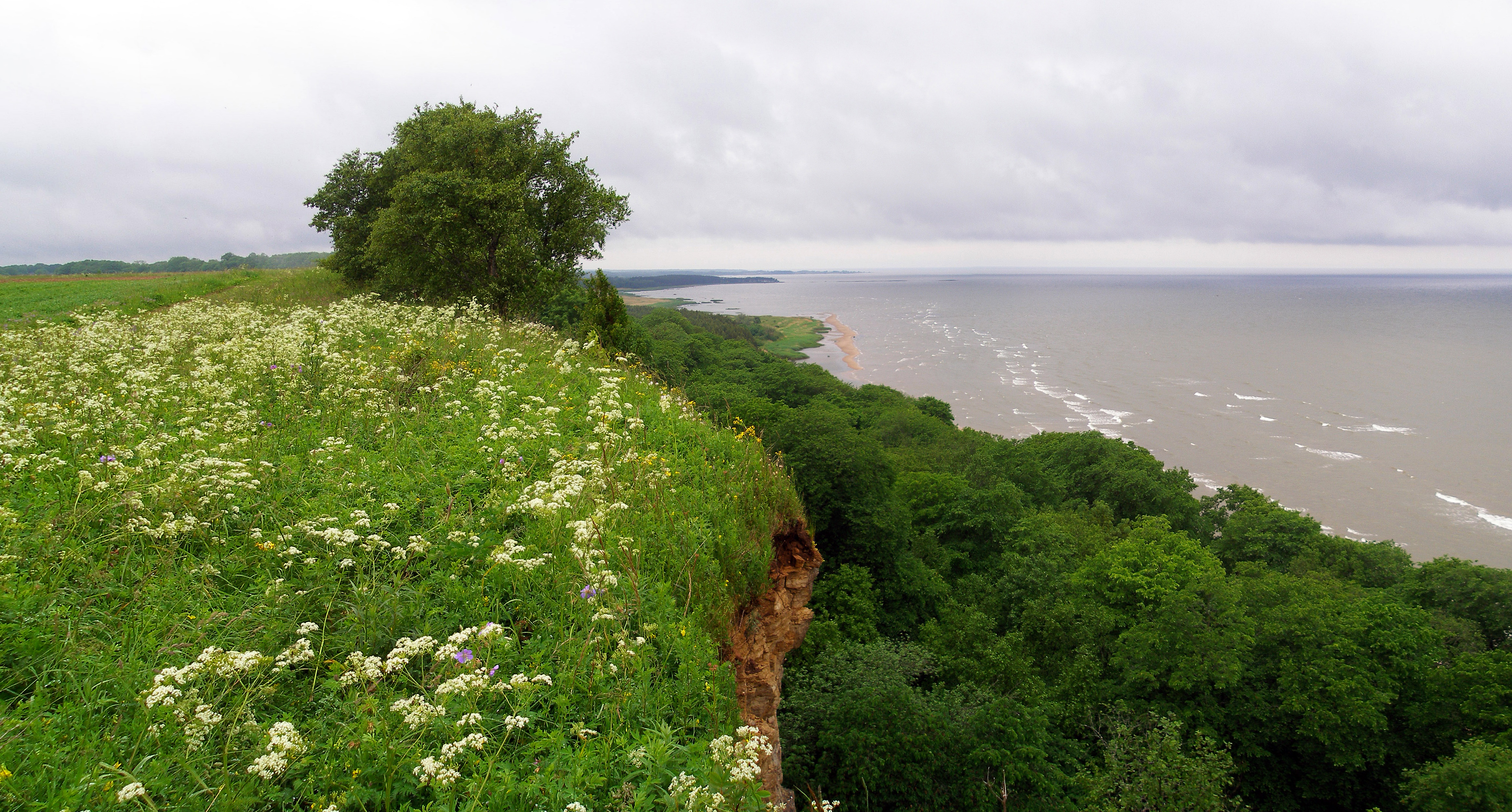
Берег у Азери